# Rue de Stalingrad (Montreuil)
Pour les articles homonymes, voir Rue de Stalingrad.
La rue de Stalingrad est une voie de communication de Montreuil en Seine-Saint-Denis. Elle suit partiellement le tracé de la route départementale 40.

## Situation et accès
Elle traverse la rue Molière, puis marque la fin de l'avenue Gabriel-Péri (route départementale 37) sur sa droite.
Elle se termine au sud avant le carrefour des Parapluies, dans l'alignement de l'avenue de Stalingrad à Fontenay-sous-Bois.

## Origine du nom

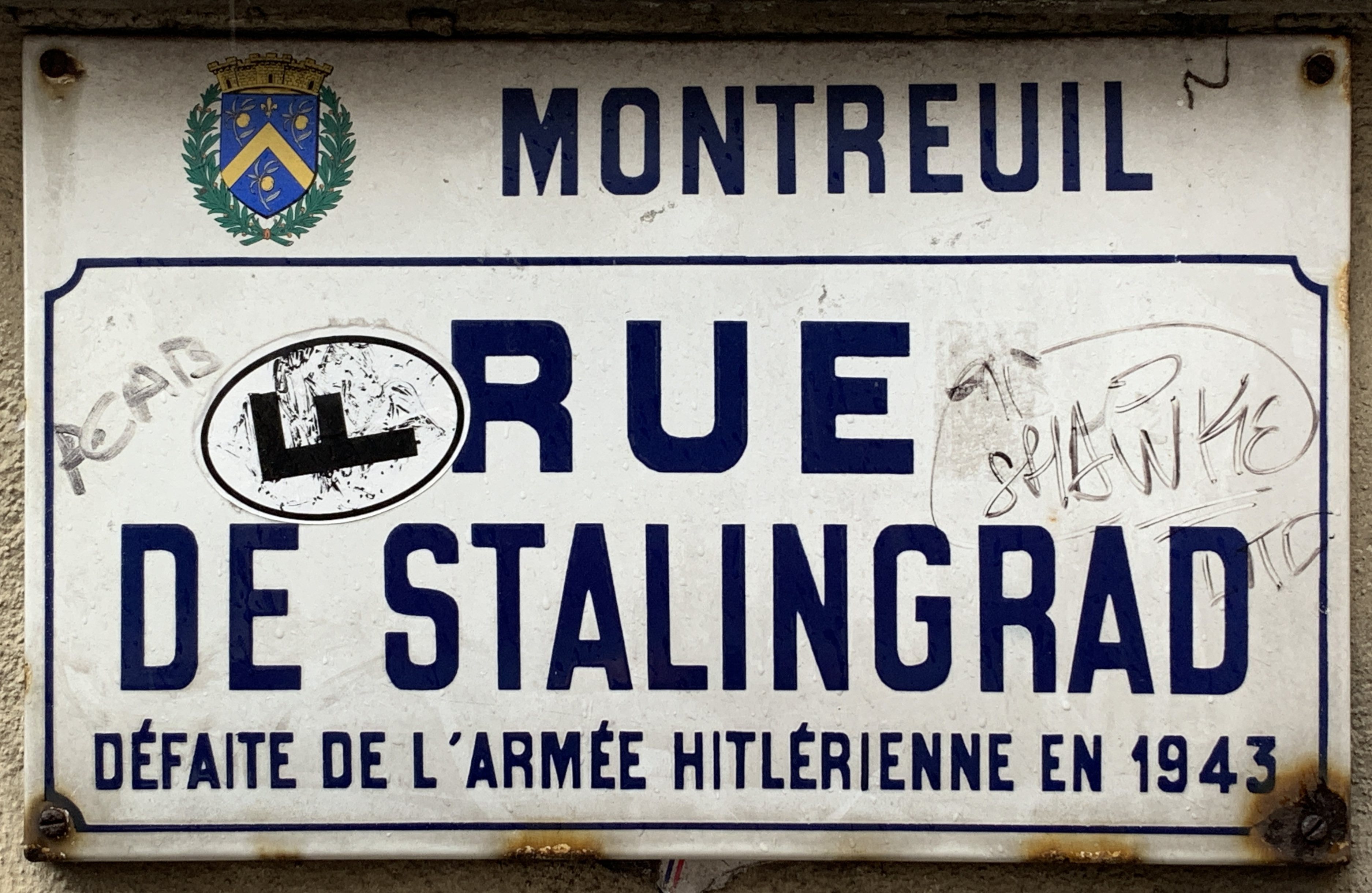
Plaque émaillée de la rue.

Cette rue commémore la bataille de Stalingrad remportée par l'Union Soviétique sur les armées allemandes de septembre 1942 à février 1943.

## Historique
Autrefois « rue de Fontenay », car elle mène à la ville de Fontenay-sous-Bois, elle a pris son nom actuel après la Libération.

## Bâtiments remarquables et lieux de mémoire
- Au no 14, un immeuble de bureaux construit dans les années 1980[5], siège de l'Agence nationale pour l'information sur le logement.
- Square des Parapluies.
- Au 1er Juin 2021, un entrepôt désaffecté situé au no 138 sert toujours d'hébergement aux travailleurs maliens expulsés du Foyer Bara, construit en 1968 et devenu surpeuplé [6].